# Chambre 666
Chambre 666 è un film documentario del 1982 diretto da Wim Wenders.
In occasione del Festival di Cannes del 1982, Wenders preparò una macchina da presa fissa in una camera d'albergo (la chambre numero 666 dell'Hotel Martinez) e invitò una serie di registi ad entrarvi da soli, accendere la camera e il registratore audio e rispondere in solitudine ad una serie di domande preparate su un foglio. Le domande erano sul tema "Qual è il futuro del cinema?" e in particolare: "Il cinema è un linguaggio che andrà perduto, un'arte che sta per morire?". Ogni regista aveva a disposizione un rullo di pellicola da 16 mm (circa 11 minuti di durata) per rispondervi. Wenders registrò il suo intervento come chiusura, aggiunse un'introduzione e montò il tutto.

## Elenco degli  interventi
Appaiono nel seguente ordine i registi:
- Jean-Luc Godard
- Paul Morrissey
- Mike De Leon
- Monte Hellman
- Romain Goupil
- Susan Seidelman
- Noël Simsolo
- Rainer Werner Fassbinder
- Werner Herzog
- Robert Kramer
- Ana Carolina
- Maroun Bagdadi
- Steven Spielberg
- Michelangelo Antonioni
- Yilmaz Güney (intervista registrata presentata da Wim Wenders)

## Presentazione
È stato presentato fuori concorso al Festival di Cannes 2006.